# Lešná (zámek, Zlín)
Zámek Lešná je někdejší šlechtické sídlo hrabat Seilernů, do dnešní podoby přestavěný v letech 1887–1894 v historizujícím slohu. Nachází se ve Štípě, místní části Zlína, v areálu místní zoologické zahrady. V současné době je v majetku města Zlína. Zámecký mobiliář patří Národnímu památkovému ústavu.
Historie zámku Lešná je často spojována s historii hradu Lukova, který od roku 1724 patřil rodu Seilernů. Hrad chátral a v roce 1793 byl už zcela neobyvatelný. Proto si Seilernové našli nové místo pro stavbu pohodlnějšího reprezentativního sídla v Lešné.

## Historie
V roce 1724 koupil panství Lukov hrabě Jan Fridrich ze Seilern-Aspangu, který nechal přemístit vrchnostenské kanceláře z chátrajícího hradu Lukov do vsi. Od roku 1793 pak byl starý hrad neobydlen a už v roce 1804 je uváděn jako zřícenina. Proto bylo rozhodnuto o výstavbě nového sídla, které by jej nahradilo.
Nové sídlo začal budovat hrabě Josef Jan Seilern a jako  staveniště zvolil zalesněné návrší zvané Lešná. Zřídil zde roku 1804 bažantnici a v ní byla roku 1806 zbudována novostavba zámku, jehož první patro obsahovalo hraběcí pokoje. Při zámku byly postaveny nové stáje (1806-1807) a kočárovna (1808) a přilehlé prostory dostaly zahradní úpravu (1808).. Se stavbou nového zámku započal hrabě Kristián August Seilern, ovšem dostavbu tehdy barokního zámku provedl v letech 1809–1810 až Josef Jan ze Seilernu. Ten ještě nechal k zámku přistavět další křídlo s věží. Během roku 1813 na tomto zámku pobýval známý rakouský spisovatel a dramatik Franz Grillparzer. V roce 1887 však bylo rozhodnuto o stržení zámku a František Seilern na jeho místě nechal v letech 1887–1894 vystavět nový zámek. Autory zámku jsou vídeňští architekti Johann Mick a následně Viktor Siedek, který po jeho smrti v roce 1890 práci převzal.

### Nový zámek
Nový zámek se stal hlavním sídlem Seilernů. Interiéry byly přepychově vybaveny veškerým komfortem své doby, včetně ústředního topení a elektřiny. Nechyběl vodovod s teplou a studenou vodou, domácí trubkový telefon, prostorné koupelny a splachovací toalety. V suterénu zámku byly hospodářské a provozní místnosti, přízemí zahrnovalo reprezentační prostory a obytné místnosti, v prvním patře byly obytné pokoje rodiny majitele, a ve druhém, podkrovním patře se nacházely hostinské pokoje.
Na přelomu 19. a 20. století byl lešenský areál se zámkem, přilehlými budovami, parkem a oborou dotvořen do podoby jedinečného architektonického a přírodního celku. Skvěle vybavené sídlo sloužilo hraběcí rodině, k níž sem zajíždělo i uherské příbuzenstvo, přijímaly se tu návštěvy sousedů z okolních zámků i aristokracie z mnoha míst rakouské monarchie, desítky hostů se sem sjížděly k velkolepým podzimním honům.
V majetku Seilernů zámek zůstal do roku 1945, kdy byli majitelé nuceni odstěhovat se do rakouského Litschau a majetek jim byl zkonfiskován. V současné době je vlastní zámek v majetku města Zlína, zámecké sbírky ale patří státu.

## Galerie

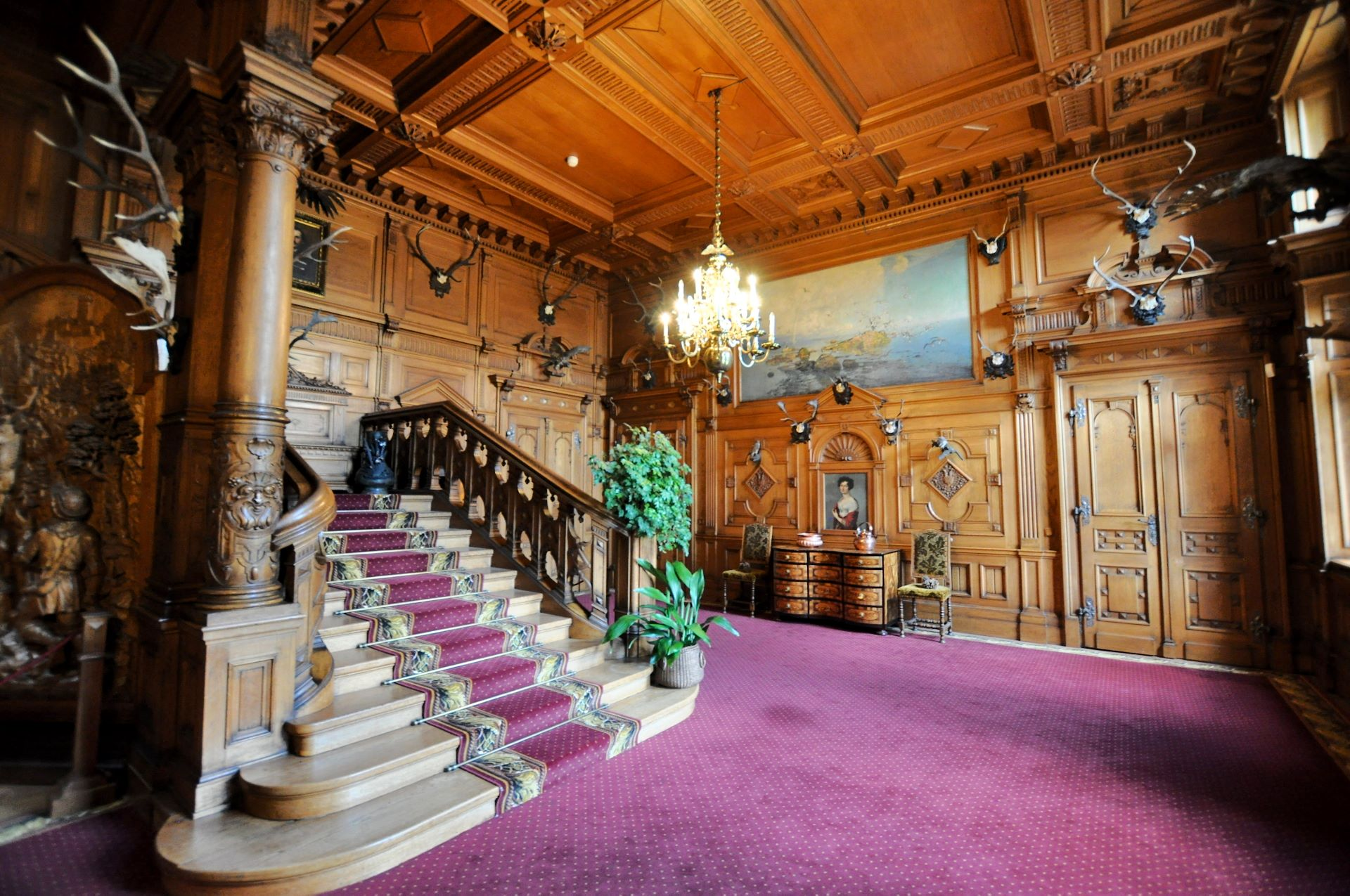
Čestné schodiště
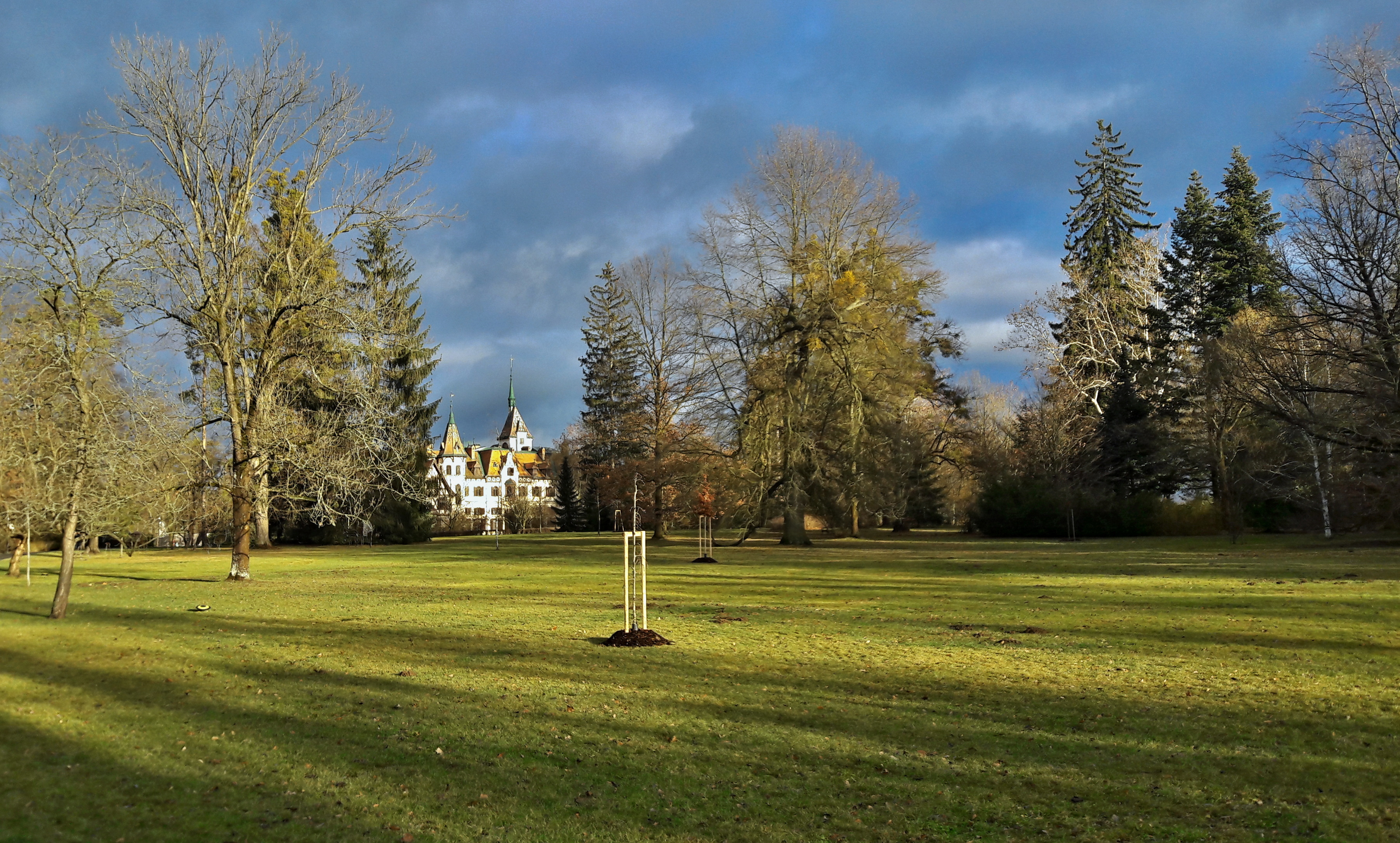
Zoo Zlín zámecký park
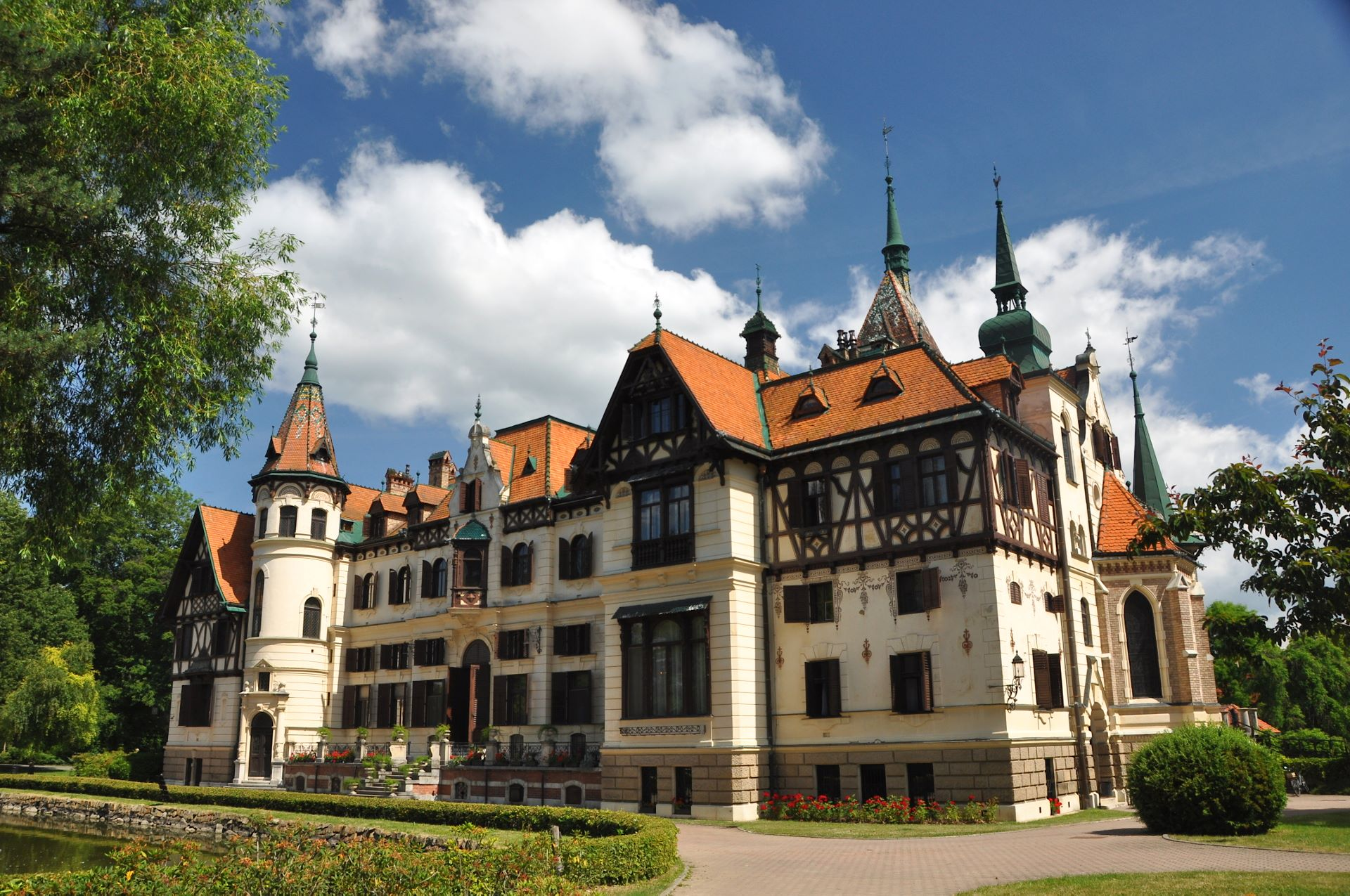
Celkový pohled
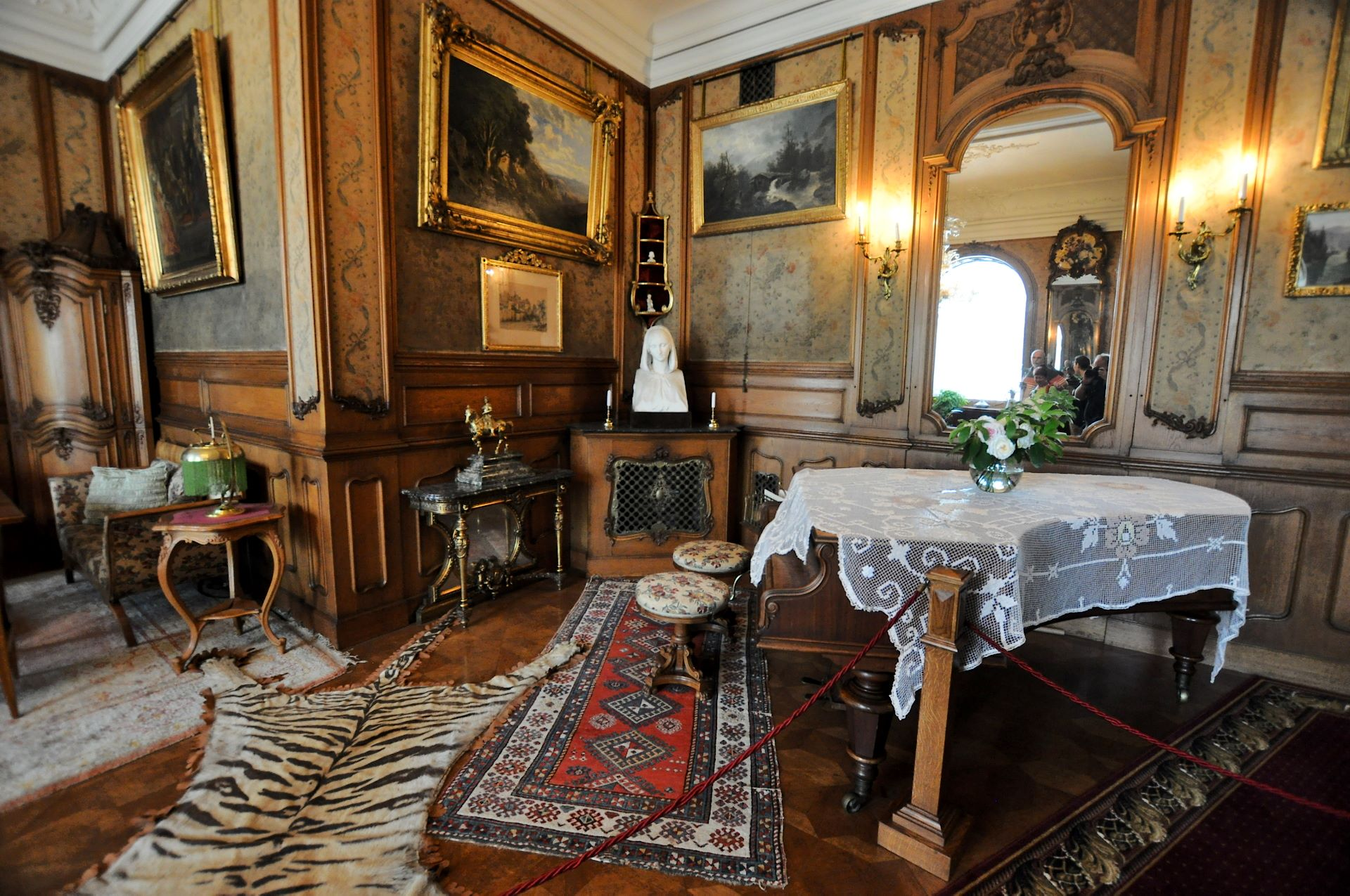
Hudební salonek
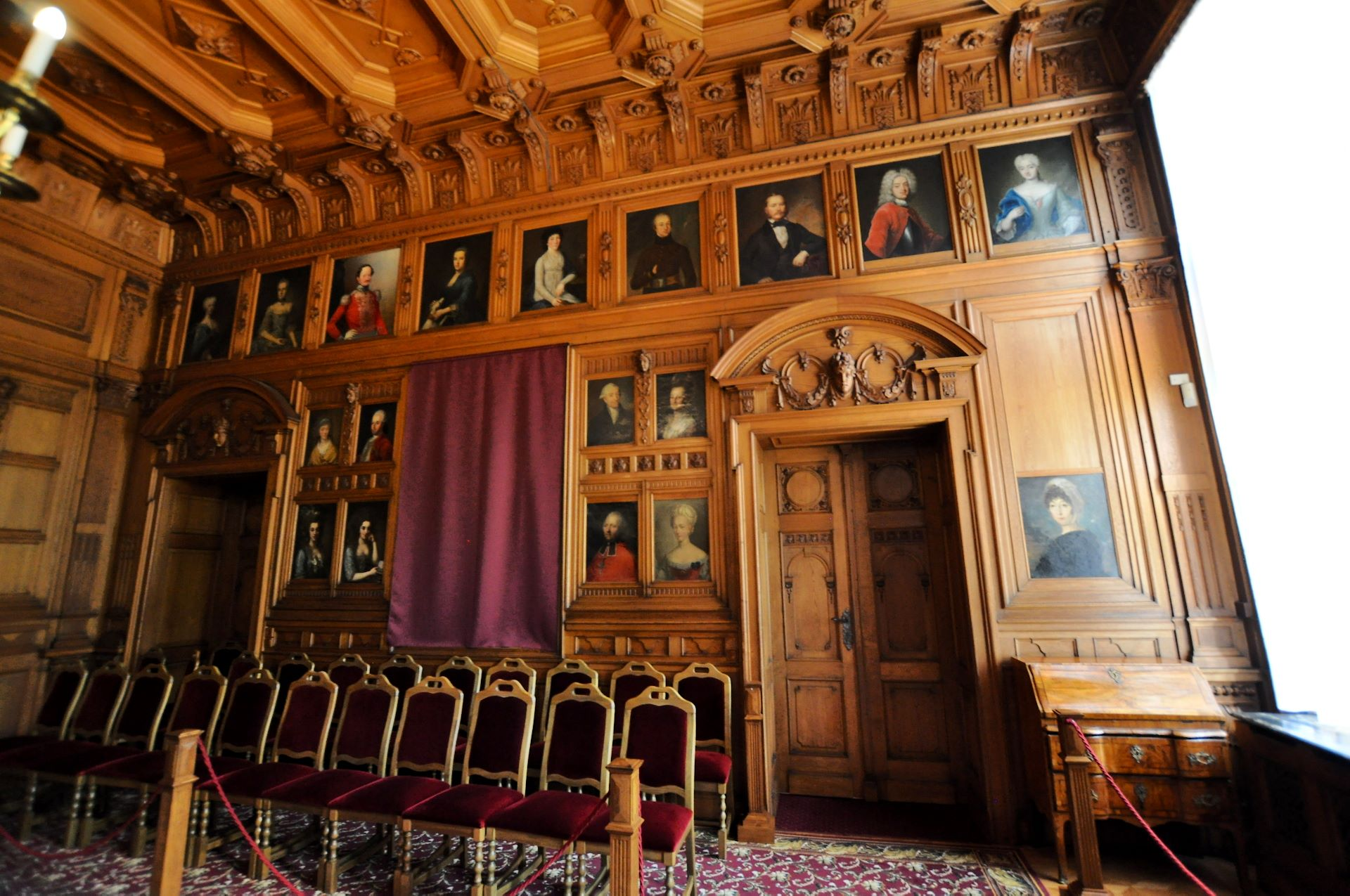
Síň předků
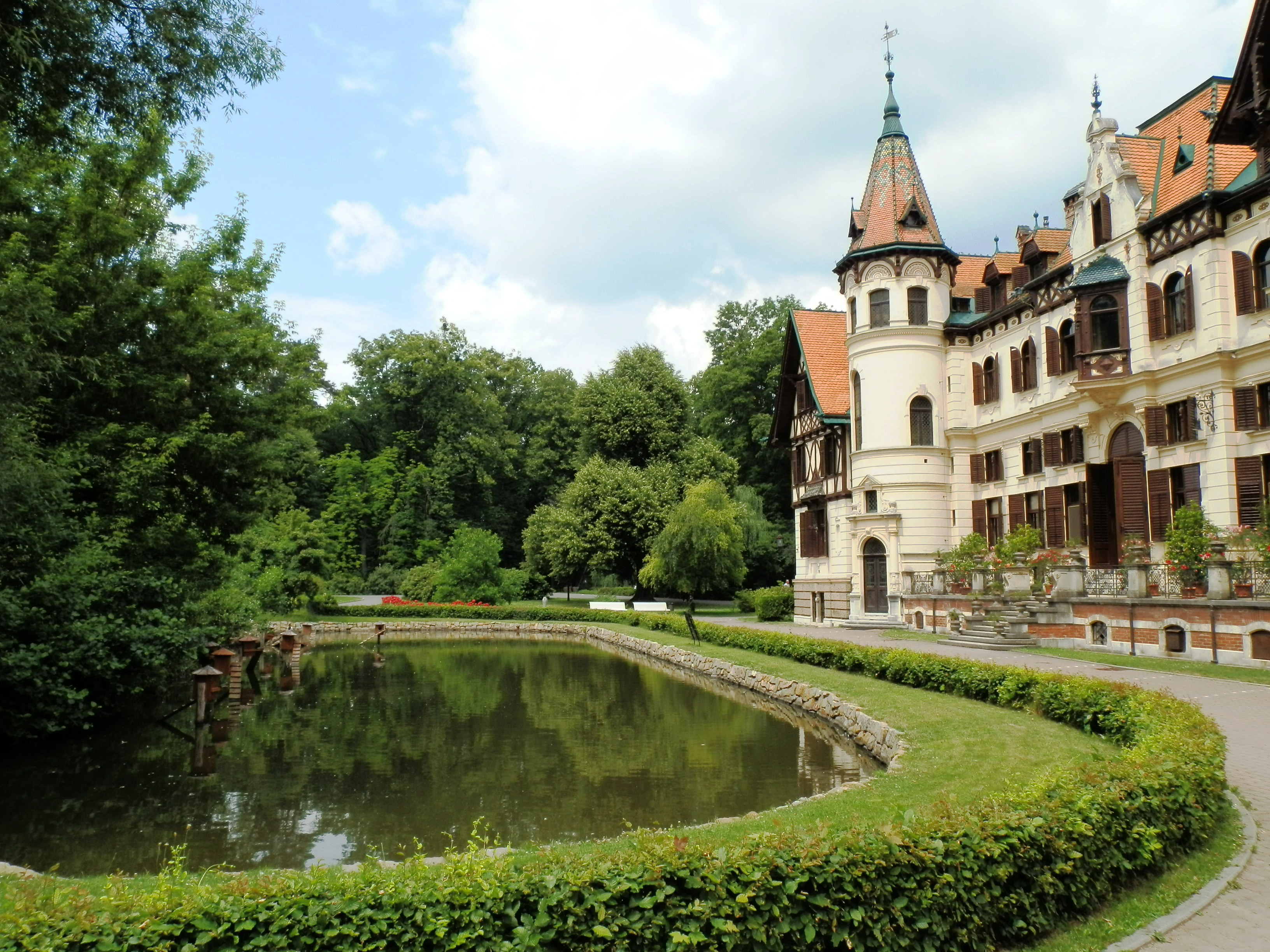
Jezírko v parku u zámku